# هارلم تومي ميرفي
هارلم تومي ميرفي (بالإنجليزية: Harlem Tommy Murphy)‏ مواليد 13 أبريل 1885 في نيويورك - الوفاة 26 نوفمبر 1958، كان ملاكم محترف أمريكي صنّف ضمن فئة الوزن الخفيف. دخل قاعة مشاهير الملاكمة الدولية.

## إحصائيات
خاض خلال مسيرته 142 نزالا، فاز في 87 وتعادل في 25 وخسر في 30. فاز بالضربة القاضية في 25 نزالا.

## روابط خارجية
- هارلم تومي ميرفي على موقع بوكس ريك (الإنجليزية) (registration required)